# Edoardo Pecar
Edoardo Pecar (Milano, 12 marzo 1956) è un illusionista italiano.

## Biografia
Allievo di Pierino Pozzi e Tony Mantovani, il 6 febbraio 2009 è stato eletto presidente del "Club di Arte Magica di Milano" associazione senza fini di lucro fondata nel 1972 con lo scopo di promuovere l'arte magica.
Dal 1989 al 1993 è stato ospite fisso nella trasmissione a tema paranormale Alla ricerca dell'arca, condotta di Mino Damato su Rai 3. Dal 1996 al 2001 ha partecipato come ospite fisso alla trasmissione condotta da Paolo Limiti E l'Italia racconta su Rai 2, in seguito intitolata Ci vediamo in tv nel 1997 e trasferita su Rai 1 come Alle due su Rai Uno nel 1999.
Dal 2001 al 2003 è stato ospite fisso nella trasmissione Uno Mattina Sabato e Domenica condotta da Livia Azzariti su Rai 1, curando poi la rubrica  E. R. Erredi medici per allegria che trattava della prestigiazione applicata alla medicina.
Dal 2002 al 2008 è stato ospite fisso alla finale dello Zecchino d'Oro e alla trasmissione legata ad esso Festa Della Mamma su Rai 1. Nel 2007 è stato ospite a Domenica in condotta da Mara Venier su Rai 1. Nel 2010 è stato autore per tre puntante nel programma Master of magic  andato in onda su Rai 2. Nel 2011 è stato autore e ospite fisso per il programma Cartoon Magic su Rai 2. Dal 2015 al 2017 è stato autore e conduttore di Gulp magic andato in onda su Rai Gulp.
Nel 2021 ha curato la realizzazione degli effetti speciali nell'opera Macbeth andata in scena presso il Teatro alla Scala di Milano, con la regia di Davide Livermore.
Sempre con Livermore nel 2022 ha curato gli effetti speciali per la rappresentazione teatrale Lady Macbeth - suite per Adelaide Ristori andata in scena presso il Teatro Nazionale di Genova; nel 2023 ha curato l'opera Les contes d'Hoffman presso il Teatro alla Scala.
È presidente della "World Magic Academy", ex "Silvan Magic Academy", accademia di magia europea con sede in Italia e succursali in Austria, Germania, Svizzera, Francia e Gran Bretagna.
È inoltre consulente per il CICAP per la verifica di persone che sostengono di avere poteri paranormali, e membro della commissione di studio dei fenomeni paranormali che ha esaminato tra l'altro Uri Geller. Insegna prestidigitazione sia al circolo nazionale sia quello mondiale denominato “International Brotherhood Of Magicians”, di cui è stato segretario nazionale. Ha collaborato con la rivista Il Monello tenendo una rubrica di giochi di prestigio per bambini.